# Prosocratus carolinae
Prosocratus carolinae is een vlokreeftensoort uit de familie van de Cheirocratidae. De wetenschappelijke naam van de soort is voor het eerst geldig gepubliceerd in 2009 door Coleman & Lowry.